# De Una Vez
«De Una Vez» (с исп. — «Однажды») — песня, записанная американской певицей Селеной Гомес. Композиция была выпущена 14 января 2021 года на лейбле Interscope Records в качестве лид-сингла из дебютного мини-альбома певицы на испанском языке Revelación (2021). Используя её мексиканское наследие, «De Una Vez» знаменует собой первый испаноязычный сингл Гомес, спродюсированный Tainy, Albert Hype и Jota Rosa. Это ритмичная поп и альтернативная R&B песня с элементами современного урбан стиля, обсуждающая темы любви, самооценки, эмоционального роста и расширение возможностей.

## Описание
В декабре 2020 года Гомес заявила, что у неё «готовится целый маленький сосуд хороших вещей», и Billboard указал, что это «может включать испаноязычный проект». В Мексике были замечены различные фрески с названиями песен «De Una Vez» и «Baila Conmigo», что вызвало слухи среди фанатов и основных СМИ о том, что Гомес скоро выпустит латиноамериканскую музыку.
14 января 2021 года Гомес объявил о выпуске «De Una Vez» в полночь. Позже в тот же день она «процитировала» твит от января 2011 года, в котором упоминался испаноязычный альбом, который так и не был выпущен, заявив: «Я думаю, что ожидание того стоит», ( ровно десять лет с момента твита). «De Una Vez» является первым официальным испаноязычным синглом Гомес более чем за 10 лет и вторым в общем зачёте после испанской версии «A Year Without Rain» (2010) под названием «Un Año Sin Lluvia», написанный ею в составе группы Selena Gomez & the Scene. Песня длится две минуты и 36 секунд, и является ведущим синглом с её испаноязычного альбома Revelación .

## Композиция
«De Una Vez» — ритмичная поп-песня и альтернативный R&B, вдохновленная Empress Of. Трек также имеет мимимальные городские элементы. В композиции обсуждается личное исцеление Гомес, любовь, расширение прав и возможностей, прощение и наличие силы двигаться вперёд, прочь от прошлого. Композиция спродюсирована Tainy, Albert Hype и Jota Rosa.

## Список композиций
Вся музыка написана Селеной Гомес, Tainy, Jota Rosa, Albert Hype, Neon16, Abner Cordero Boria, Christopher Carballo Ramos, Andrea Mangiamarchi, Alejandro Borrero, Ivanni Rodríguez, Ricardo López Lalinde.
| №                   | Название            | Длительность |
| ------------------- | ------------------- | ------------ |
| 1.                  | «De Una Vez»        | 2:36         |
| Общая длительность: | Общая длительность: | 2:36         |

## Музыкальное видео
Официальный видеоклип на композицию «De Una Vez» был записан и снят в сентябре 2020 года, под руководством Los Pérez, спродюсирован Caviar LA и пост-продюсером Eighty4. Премьера состоялась 14 января 2021 года на официальном Youtube канале, одновременно с выпуском сингла. Клип получил признание критиков за свои визуальные эффекты и символизм, и был номинирован на «Лучшее короткометражное музыкальное видео» на 22-й ежегодной премии Latin Grammy Awards и стал победителем в номинации «Любимое музыкальное видео» на церемонии вручения наград Latin American Music Awards (2021).

### Синопсис
В видео Гомес проходит через множество комнат мистического дома, изображая свой творческий и личный рост, используя метафоры, отражающие её эволюцию. Она переходит из спальни, украшенной плодородными растениями и мечтами, в комнату, освещённую лампами, затем на кухню и в комнату с левитирующими виниловыми дисками и музыкальными инструментами. На протяжении всего видео Гомес носит на груди светящееся хрустальное сердце (объект, похожий на Sacred Heart), символизирующий её стойкость, в то время как она поёт текст песни, посвящённый любви и исцелению. Видео заканчивается словами «Baila Conmigo…» (перевод «Танцуй со мной…»), которые, как было отмечено, являются ключом к следующей песне или альбому.

### Направление и производство
Поскольку «De Una Vez» ведёт Гомес к новому этапу в её музыкальной карьере, она хотела, чтобы визуальные эффекты песни оказывали влияние на зрителей, их обрабатывали режиссёры, которые могут глубоко проникнуть в материал. Певица заявила: «Если бы я собиралась полностью погрузиться в проект, вдохновлённый латинской культурой, я хотела бы работать с создателями, говорящими по-испански». Из-за пандемии COVID-19 и сопутствующих ограничений на поездки, видео было снято удалённо. Режиссёры не смогли прилететь в Лос-Анджелес, чтобы снять видео, и вместо этого были подключены к месту съёмок через ноутбук. Весь видеоклип снят ночью, единым кадром со скрытыми нарезками.

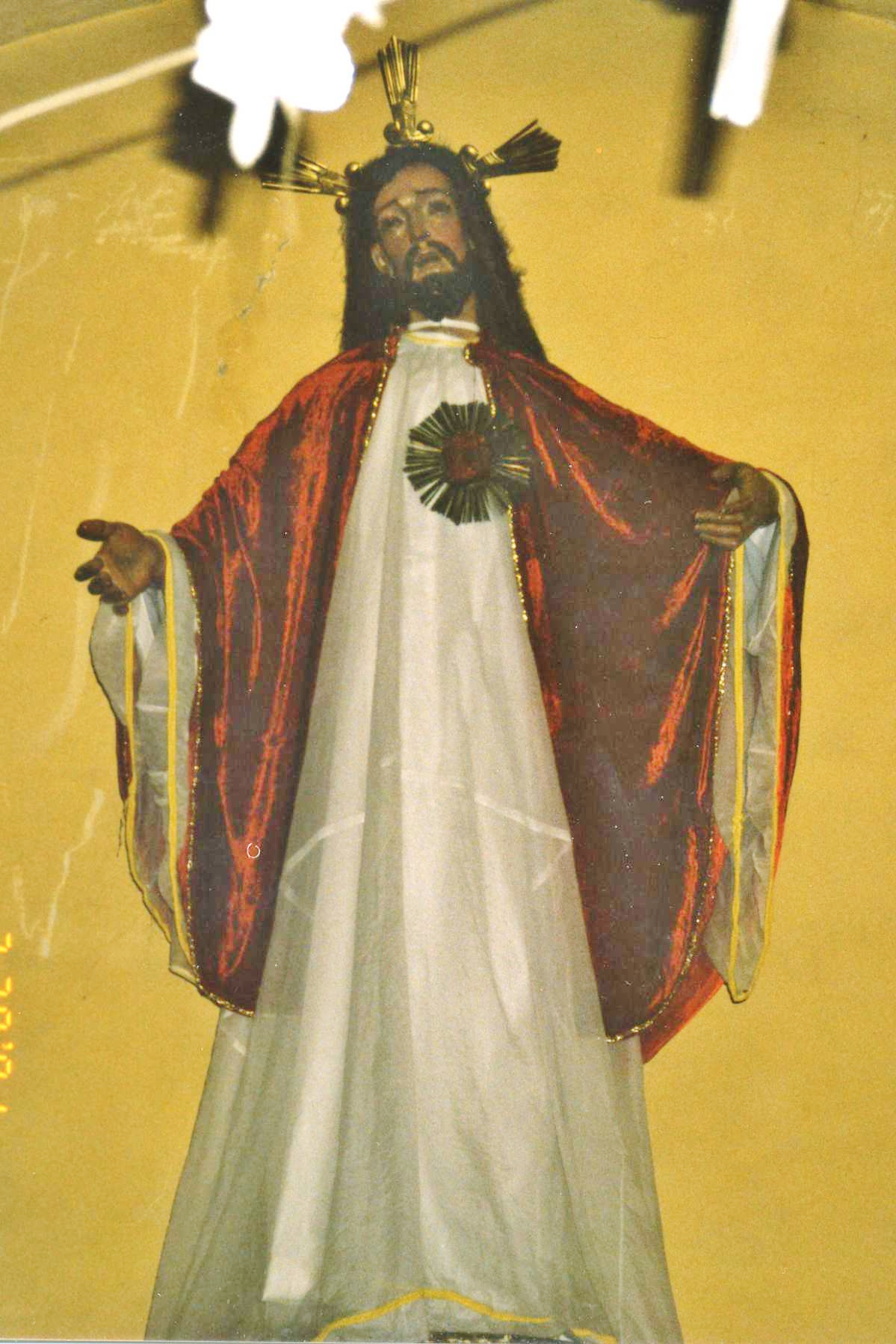
В музыкальном видео и обложке «De Una Vez» Гомес изображена со Священным Сердцем на груди — популярный религиозный мотив в мексиканской культуре и искусстве.

Гомес сотрудничала с Los Pérez, дуэтом, состоящим из мексиканского режиссёра Tania Verduzco и испанского режиссёра Adrián Pérez — супружеской пары, которые работали над коммерческой рекламой для таких брендов, как Pepsi и Candy Crush Saga. Желая создать эмоциональное путешествие с помощью видео, Verduzco объяснил, что они «думали, что песня имеет искреннее и личное послание, больше о женщине, чем об артисте. женщина, залечивающая рану, оставляющая прошлое позади и вступающая в новую главу». Чтобы передать эту идею, Гомес и Лос Перес обратились к популярным латиноамериканским писателям Исабель Альенде, Габриэлю Гарсиа Маркесу и Лауре Эскивель, чьи литературные произведения углубились в сверхъестественные концепции магического реализма, художественного жанра, сочетающего проблемы реального мира с элементами фантазии. Гомес также добавила в видео отсылки к мексиканской культуре, такие как Священное Сердце, символ, тесно связанный с мексиканским народным искусством. Команда разработала сердце на основе Милагро, христианского народного оберега, чтобы символизировать темы исцеления в видео.

## Участники записи
Вся информация взята с Genius.

### Музыканты
- Селена Гомес — вокал, автор песни
- Tainy — автор песни, продюсирование, программирование
- Jota Rosa — продакшн, программирование
- Albert Hype — продюсирование, программирование
- Neon16 — производство
- Abner Cordero Boria — автор песни
- Christopher Carballo Ramos — автор песни
- Andrea Mangiamarchi — автор песни
- Alejandro Borrero — автор песни
- Ivanni Rodríguez — автор песни
- Ricardo López Lalinde — автор песни

### Технический персонал
- Сербан Генеа — сведение, студийный персонал
- John Hanes — микширование, студийный персонал
- John Janick — A&R, студийный персонал, координация производства
- Sam Riback — A&R, студийный персонал, координация производства
- Vanessa Angiuli — A&R, студийный персонал, координация производства
- Lex Borrero — A&R, студийный персонал, координация производства
- Ivanni Rodríguez — A&R, студийный персонал, координация производства
- Aleen Keshishian — персонал студии, координация производства
- Zack Morgenroth — студийный персонал, координация производства
- Bart Schoudel — продюсирование вокала, звукоинженерия, студийный персонал
- Chris Gehringer — главный инженер, студийный персонал
- Angelo Carretta — инженерия, студийный персонал

## История релиза
| Регион | Дата           | Формат                        | Лейбл      | Ссылки |
| ------ | -------------- | ----------------------------- | ---------- | ------ |
| Мир    | 14 января 2021 | Цифровая дистрибуция Стриминг | Interscope | [ 22 ] |

## Чарты
| Чарт (2021)                       | Высшая позиция |
| --------------------------------- | -------------- |
| Аргентина (Argentina Hot 100)     | 91             |
| Канада (Canadian Hot 100)         | 91             |
| Коста-Рика Anglo (Monitor Latino) | 8              |
| Эквадор Anglo (Monitor Latino)    | 14             |
| Global 200 (Billboard)            | 40             |
| Гватемала Anglo (Monitor Latino)  | 11             |
| Венгрия (Single Top 40)           | 39             |
| Ирландия (IRMA)                   | 100            |
| Новая Зеландия Hot Singles (RMNZ) | 16             |
| Панама Anglo (Monitor Latino)     | 4              |
| Парагвай Anglo (Monitor Latino)   | 10             |
| Португалия (AFP)                  | 67             |
| Испания (PROMUSICAE)              | 62             |
| Уругвай Anglo (Monitor Latino)    | 14             |
| США (Billboard Hot 100)           | 92             |
| США Hot Latin Songs (Billboard)   | 4              |
| Венесуэла Anglo (Monitor Latino)  | 9              |

## Награды и номинации
| Год  | Организация                 | Номинация                                 | Результат | Ссылки (ы) |
| ---- | --------------------------- | ----------------------------------------- | --------- | ---------- |
| 2021 | Latin American Music Awards | Любимое видео                             | Победа    | [ 36 ]     |
| 2021 | Latin Grammy Awards         | Лучшее короткометражное музыкальное видео | Номинация | [ 37 ]     |
| 2021 | Berlin Music Video Awards   | Лучшие визуальные эффекты                 | Номинация | [ 38 ]     |